# TA45 (水雷艇)
TA45は第二次世界大戦時のドイツ海軍の水雷艇。元はイタリアのアリエテ級水雷艇「スピカ (Spica)」であり、1943年9月のイタリアの降伏に伴いドイツに接収された。
トリエステのC.R.D.A.で建造。1942年1月14日起工。1943年、または1944年1月30日進水。1944年9月8日就役。
11月1日に水雷艇「TA20」と駆潜艇「UJ202」、「UJ208」が撃沈されると、「TA45」は「TA40」や魚雷艇「S33」、「S154」とともに捜索活動にあたった。
11月2日から3日の夜、アドリア海北部で機雷敷設を行う機雷敷設艦「Kiebitz」を「TA40」（または「TA40」、「TA44」）とともに護衛。この部隊は途中9機による空襲を受け、3機を撃墜した。
11月11-12日に「Fasana」と、11月23-24日には「TA40」、「Fasana」、「MFP948」とともに機雷敷設作戦に従事。11月25-26日の「TA45」と「TA40」、「Fasana」による機雷敷設作戦の時は「Fasana」の舵が働かなくなり、「TA45」は「Fasana」を曳航して引き返した。12月7-8日、「Fasana」とともにオリブ島とSlrda島間への機雷敷設作戦に従事。この時の機雷でイギリス駆逐艦「アルデンハム」が沈んでいる。この後も「TA45」と「Fasana」は12月15日と12月27-28日に機雷敷設作戦に従事した。12月31日、MSP3隻と共に機雷敷設作戦に従事。
1945年2月は「TA41」とともに1-2日、4-5日、6-7日、11-12日に機雷敷設作戦に従事した。1-2日の時は敷設場所を誤った。また、敵との遭遇により2月6-7日の作戦は中止となり、11-12日の作戦では別の場所へ敷設されることとなった。
1945年4月13日未明、セニに対する艦砲射撃を行うために出撃していた「TA40」と「TA45」はMorlacca海峡でイギリス魚雷艇「MTB670」、「MTB697」（または「MTB670」、「MTB697」、「MGB658」、「MGB643」）の攻撃を受け、「TA45」は魚雷2発が命中して沈没した。156名中76名が陸地にたどり着いたが、クルク島へ向かった者の中にはパルチザンに捕らえられて処刑された者もいる。